# Ajladia
Ajladia (en griego, Αχλάδια) es un pueblo de Grecia ubicado en la isla de Creta. Pertenece a la unidad periférica de Lasithi y al municipio y a la unidad municipal de Sitía. En el año 2011 contaba con una población de 199 habitantes.

## Yacimiento arqueológico
Cerca de este pueblo hay un yacimiento arqueológico donde se encontró una villa minoica de unos 270 m², de 12 habitaciones y dos accesos de entrada, cuyas paredes fueron construidas con piedra caliza. Se cree que fue construida en el periodo minoico tardío IA y que su destrucción se produjo en el minoico tardío IB. En sus proximidades había otro edificio más pequeño. También se han encontrado numerosos recipientes, jarras grandes, herramientas de piedra y utensilios de cocina. Las excavaciones fueron realizadas en torno a 1950 por un equipo dirigido por Nikolaos Platon.